# Tống Khang vương
Tống Khang vương (chữ Hán: 宋康王; ?-286 TCN; trị vì: 334 TCN-286 TCN) hay Tống vương Yển (宋王偃), tên thật là Tử Yển (子偃), là vị vua thứ 34 và là vua cuối cùng của nước Tống – chư hầu nhà Chu trong lịch sử Trung Quốc.
Tử Yển là con trai thứ của Tống Hoàn công, vị vua thứ 32 của nước Tống, em của Tống Dịch Thành quân, vua thứ 33 của nước Tống.

## Sự nghiệp
Năm 335 TCN, ông làm biến loạn để chống lại anh là Dịch Thành quân. Dịch Thành quân trốn sang nước Tề. Tử Yển tự lập làm vua.
Năm 315 TCN, Tử Yển thấy nhiều nước chư hầu đã xưng vương nên cũng tự lập làm vương, tức là Tống Khang vương. Ông chủ trương khuếch trương thế lực, mang quân đánh các nước chư hầu. Phía đông, ông tấn công nước Tề, chiếm 5 thành. Phía nam, ông đánh bại quân Sở, chiếm 300 dặm đất nước Sở. Phía tây, ông đánh nước Ngụy.
Sau khi mở rộng thế lực, Tống Khang vương xa vào hưởng lạc tửu sắc và tàn ác, làm thần dân oán ghét và phẫn nộ, nên mọi người gọi là Kiệt Tống.
Năm 286 TCN, Tề Mẫn vương huy động nước Sở và nước Ngụy cùng đánh Tống báo thù việc lấn đất. Liên quân 3 nước đánh bại quân Tống, Tống Khang vương phải trốn sang nước Ngụy và qua đời tại đó. Đất Tống bị chia làm ba giữa Tề, Sở và Ngụy.
Tống Khang vương làm vua được 49 năm thì nước Tống diệt vong. Theo niên đại của Sử ký, vua cha Tống Hoàn công mất năm 375 TCN, như vậy Tống Khang vương mất vào năm 286 TCN có thọ ít nhất 90 tuổi. Tính từ Tống Vi Tử Khải đến Khang vương, nước Tống trải qua 34 đời vua.
Ở thời Tống Khang vương trị vì, ông đã có những cải cách quân đội khiến nước Tống chuyển mình nhanh chóng, kêu gọi tráng đinh nhập ngũ và ra sức tập luyện. Ông đã làm được một việc mà các chư hầu khác như Trịnh, Lỗ, Vệ... không thể làm, đó là đánh chiếm đất đai của Thất Hùng, trong đó nổi bật nhất là việc ông xua quân chiếm lãnh thổ phía đông của nước Sở, chia cắt nước này với nước Tề. Nước Sở hùng mạnh cùng tam Tấn, Hàn, Triệu, Ngụy đã phải thay đổi cách nhìn nhận về nước Tống bạc nhược mà trước đây họ từng thay phiên nhau hà hiếp ở thời Xuân Thu. Xét ra, ông là một vị vua giỏi dụng binh và đôn thúc, quản lý quân đội, chính vì vậy mà nước Tống đã quật khởi và hùng cường trong một khoảng thời gian ngắn. Nhưng do tính cách buông thả và ham mê tửu sắc mà khiến ông đánh mất tất cả vào phút chót.